# Ospedale della Pietà

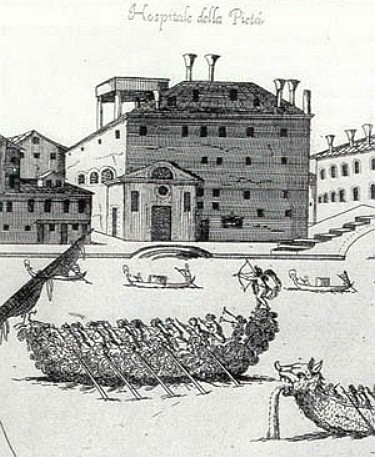
Ospedale della Pietà

Ospedale della Pietà – klasztor, sierociniec i szkoła muzyczna dla dziewcząt w Wenecji działające w XVII–XVIII w.
Początkowo było to miejsce odpoczynku dla pielgrzymów zmierzających do Ziemi Świętej. Po epoce wojen krzyżowych ośrodek przekształcono w klasztor, szpital i sierociniec. W XVII-wiecznej Wenecji działały cztery takie ośrodki. Każdy z nich miał swój zespół wokalny i instrumentalny wykonujący muzykę religijną, a złożony wyłącznie z dziewcząt mieszkających w sierocińcu. Były to zespoły na bardzo wysokim poziomie artystycznym. Ospedale były instytucjami charytatywnymi, utrzymywanymi z datków. Doskonałe koncerty przynosiły sławę, hojność mecenasów, przychylność władz i chwałę Republice Weneckiej. 
Zespół Piety – zwany figlie di coro – wyróżniał się, a sława jego była europejska. Wysłuchanie zespołu Ospedale della Pietà było obowiązkowym punktem odwiedzin w Wenecji w XVII i XVIII wieku. Dziewczęta występowały na wpół zasłonięte, za draperiami z cienkiego materiału. Miały przez to sławę zespołu pełnego powabu i tajemniczości. Za kształcenie muzyczne dziewcząt odpowiadały dwie osoby: maestro di coro oraz maestro dei concerti. Pierwszy odpowiadał za nauczanie śpiewu i komponowanie dzieł wokalnych, drugi za organizowanie instrumentów, naukę gry oraz tworzenie muzyki na nie przeznaczonych.
Z Ospedale della Pietà kojarzona jest przede wszystkim postać Antonia Vivaldiego, który pracował z zespołem niemal przez całe życie. W 1703 roku rozpoczął pracę jako nauczyciel gry na skrzypcach, po czym szybko awansował na stanowisko maestro dei concerti. Od 1713 roku, po tajemniczym zniknięciu Francesco Gaspariniego – ówczesnego maestro di coro zespołu, Vivaldi przez sześć lat był też kompozytorem muzyki religijnej Ospedale della Pietà.